# 1601
| 1601               |
| ------------------ |
| Dødsfald - Fødsler |
| • Begivenheder     |

| Gregoriansk kalender | 1601 MDCI               |
| Ab urbe condita      | 2354                    |
| Armensk kalender     | 1050 ԹՎ ՌԾ              |
| Kinesiske kalender   | 4297 – 4298 庚子 – 辛丑 |
| Etiopisk kalender    | 1593 – 1594             |
| Jødisk kalender      | 5361 – 5362             |
| Hindukalendere       |                         |
| - Vikram Samvat      | 1656 – 1657             |
| - Shaka Samvat       | 1523 – 1524             |
| - Kali Yuga          | 4702 – 4703             |
| Iransk kalender      | 979 – 980               |
| Islamisk kalender    | 1010 – 1011             |

Konge i Danmark: Christian 4. 1588-1648
Se også 1601 (tal)

## Begivenheder
- Der etableres et kanonstøberi i Helsingør, med tvangsafleverede kirkeklokker som råmateriale
- Juletræet kendes i Tyskland

## Født
- 17. august – Pierre de Fermat, fransk jurist og amatørmatematiker (død 1665)
- 13. september – Axel Urup, dansk rigsråd (død 1671)
- 22. september – Anna af Østrig, dronning af Frankrig (død 1666)
- 27. september – Ludvig 13. af Frankrig, fransk konge (død 1643)

## Dødsfald
- 17. januar – Christoffer Valkendorf, rentemester (født 1525)
- 10. maj – Hans van Steenwinckel den ældre, flamsk-dansk arkitekt og billedhugger (født ca. 1545)
- 24. oktober – Tycho Brahe, dansk astronom (født 1546)